# USS Cushing (DD-376)
DD 376 Cushing (Корабль соединённых штатов «Кашинг») — американский эсминец типа «Мэхэн».
Заложен на верфи Puget Sound Navy Yard 15 августа 1934 года. Спущен 31 декабря 1935 года, вступил в строй 28 августа 1936 года.
13 ноября 1942 года тяжело повреждён артиллерийским огнём японских линкора «Хиэй», легкого крейсера «Нагара» и эсминца «Тэрудзуки» близ острова Гуадалканал, оставлен экипажем, позднее взорвался и затонул.
Из ВМС США исключён 13 января 1943 года.